# 胡唐
胡 唐（こ とう、1759年 - 1826年）は、中国清朝中期の篆刻家である。新安印派の程邃・巴慰祖・汪肇龍らと「歙四家」と称揚される。
もとの名は長庚。字は詠陶・子西・西甫、号は䏁翁・木雁居士・城東居士。徽州府歙県の人。

## 略伝
巴慰祖の外甥。程芝華の『古蝸篆居印述』（1824年）に巴慰祖とともに模刻がある。胡唐はこの印譜に序文を寄せている。また、『還香室印存』に原鈐が確認できる。従兄にあたる巴樹穀・巴樹烜兄弟と切磋琢磨し篆刻の技を磨いた。
趙之謙は巴慰祖と胡唐を絶賛している。

## 著書
- 『木雁斎』